# Montes de Oca (Santa Fe)
Montes de Oca è un comune (comuna in spagnolo) dell'Argentina, appartenente alla provincia di Santa Fe, nel dipartimento di Belgrano.
Il comune è stato fondato da francesco Bustamante nel 1888. Si trova a 267 chilometri dalla capitale federale Santa Fe. Il nome deriva da un patriota e politico argentino, Manuel Augusto de Montes de Oca (1831-1882).
In base al censimento del 2001, il comune contava 3.077 abitanti, con un decremento dello 0,05% rispetto al censimento precedente (1991).

## Collegamenti esterni

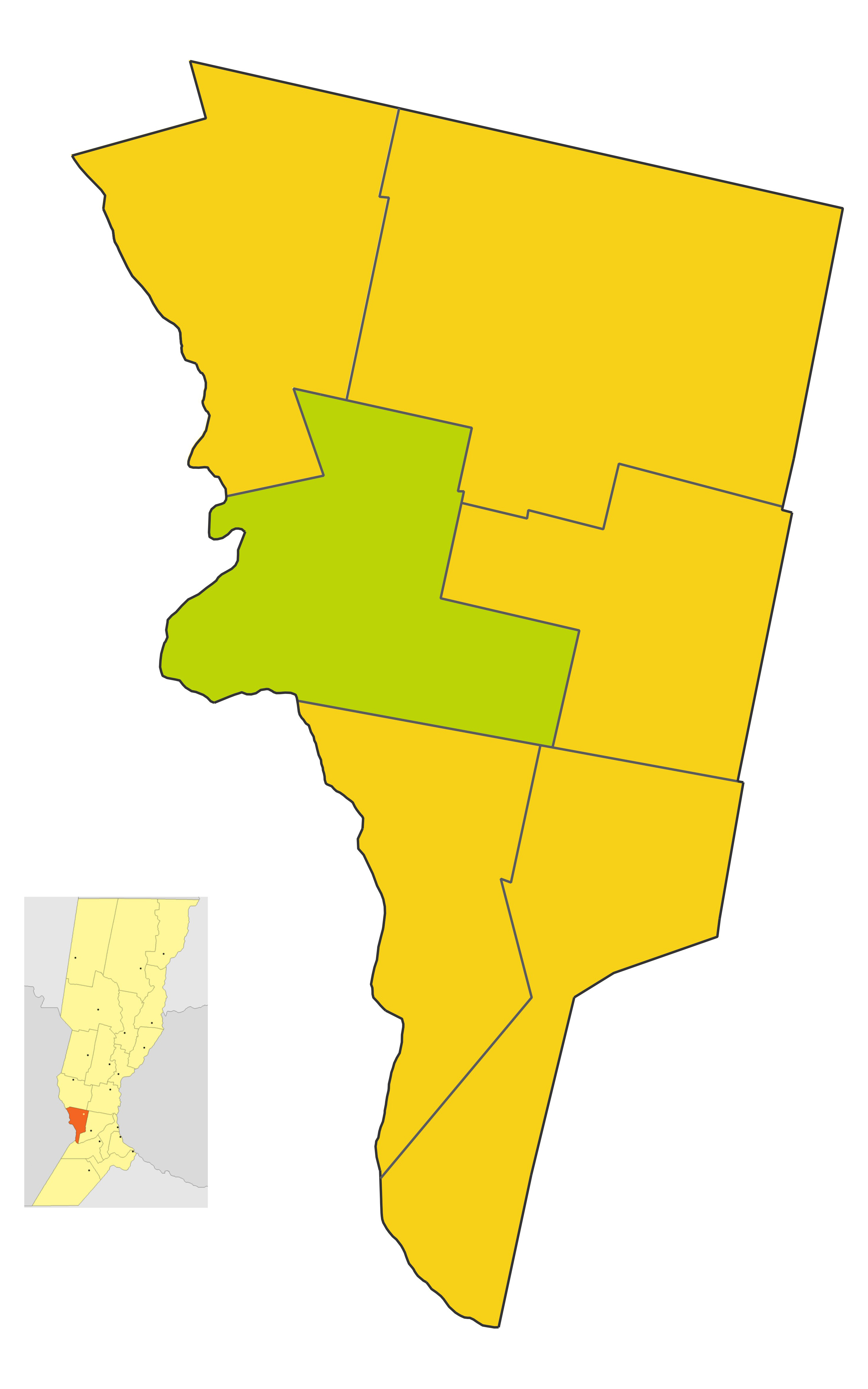
Mappa del Comune di Montes de Oca